# وست‌بروک استودیوز
وست‌بروک استودیوز (انگلیسی: Westbrook Studios) یک شرکت سرمایه‌گذاری چند رسانه‌ای و سرگرمی آمریکایی است که توسط بازیگر ویل اسمیت و همسرش جیدا پینکت اسمیت تأسیس شده است. این شرکت در سال ۲۰۱۹ به منظور اجرای محتوای جهانی خانواده اسمیت با شرکت تولیدکننده ویل اسمیت، آوربروک انترتینمنت، به یکی از زیرمجموعه‌های آن تأسیس شد. دفتر مرکزی آن در کلباسس، کالیفرنیا، با ۸۰ کارمند تا مارس ۲۰۲۱ قرار دارد.
در اوت ۲۰۲۱، این شرکت اعلام کرد که یک قرارداد ظاهری با نشنال جیوگرافیک امضا کردند و محصولات خود را با نشنال جئوگرافیک تولید خواهند کرد.
اولین فیلم وستبروک، شاه ریچارد، تحسین گسترده‌ای به دست آورد و جوایز متعددی از جمله شش نامزدی (از جمله بهترین فیلم؛ اولین نامزدی برای این کمپانی) در نود و چهارمین دوره جوایز اسکار و چهار نامزدی در هفتاد و نهمین جوایز گلدن گلوب (از جمله بهترین فیلم درام) به دست آورد. برنده بهترین بازیگر مرد – فیلم درام برای اسمیت.
از آثار این کمپانی می‌توان به فیلم‌های شاه ریچارد (۲۰۲۱)، رهاسازی (۲۰۲۲)، پسران بد: بران یا بمیر (۲۰۲۴)، بچه کارته‌کار (۲۰۲۵) و سریال کبرا کای (۲۰۱۸ الی ۲۰۲۵) اشاره کرد.
در ۸ مه ۲۰۲۴، وستبروک اعلام کرد که واحد فروش بین‌المللی آلمانی تل‌پوول خود را به استودیوی تولید اروپایی مستقر در فرانسه وولتا گروپ می‌فروشد و گروه دوم تل‌پوول را با تولیدکننده و توزیع‌کننده مستقر در مونیخ ادغام می‌کند.